# 32185 Noonan
32185 Noonan è un asteroide della fascia principale esterna. Scoperto nel 2000, presenta un'orbita caratterizzata da un semiasse maggiore pari a 3,379571 UA e da un'eccentricità di 0,051287, inclinata di 11,562422° rispetto all'eclittica. Ha un diametro di 9,582 km.